# Epixerus ebii
Epixerus ebii là một loài động vật có vú trong họ Sóc, bộ Gặm nhấm. Loài này được Temminck mô tả năm 1853. Đây là loài duy nhất trong chi Epixerus, mặc dù nhóm cá thể phía đông (phân loài Epixerus ebii wilsoni) trước đây được xem là một loài riêng biệt, E. wilsoni. Nó được tìm thấy ở Tây và Trung Phi. Môi trường sống tự nhiên của chúng là các khu rừng cao độ thấp, ẩm nhiệt đới hoặc cận nhiệt đới. Chúng bị đe dọa do mất nơi sống.

## Phân loài
- E. e. ebii
- E. e. jonesi
- E. e. wilsoni